# Джаффе, Ганс
Ганс Джаффе (англ. Hans H. Jaffé, 1919 — 1989) — американский химик и преподаватель.

## Биография
Начальное и среднее образование получил в окрестностях Берлина, а в 1937–1938 годах посещал Высшую техническую школу в пригороде Берлина. Его семья была вынуждена покинуть Третий рейх в 1939 и ненадолго поселилась в Каракасе. Затем иммигрировав в США в 1940, где поступил в Государственный университет Айовы и через год получил степень бакалавра искусств и в том же году степень по химии. Затем он поступил в Университет Пердью и получил степень магистра наук в 1942. Во время Второй мировой войны, с 1943 по 1945, он служил в армии США медицинским лаборантом, отвечающим за клиническую химию и токсикологию в больнице на 2000 коек на острове Сайпан. В 1948 возобновил своё образование, на этот раз в Университете Северной Каролины, и получил степень доктора философии по физической химии в 1952, одновременно работая в Службе общественного здравоохранения США в Чапел-Хилл. Пришёл в Университет Цинциннати в 1954, стал доцентом в 1958 и профессором в 1961. Занимал должность заведующего кафедрой с 1965 по 1971, сменив Томаса Б. Кэмерона (англ. Thomas B. Cameron).

## Публикации
- Джаффе Г., Орчин М. Разрыхляющие орбитали. М.: Мир, 1967. 233 с.[1]
- Милтон О., Джаффе Г. Разрыхляющие орбитали. М.: Мир, 1969. 112 с.